# Korsløkke Sogn
Korsløkke Sogn er et sogn i Odense Sankt Knuds Provsti (Fyens Stift).
Sognet var oprindeligt Vor Frue Landsogn, der blev betjent af præsterne ved Vor Frue Kirke. I 1909 blev Vor Frelsers Kirke indviet som filialkirke til Vor Frue Kirke. I 1916 blev landsognet et selvstændigt sogn med egen præst. I 1936 blev sognet indlemmet i Odense Købstad og fik samtidig navneskift fra Vor Frue Landsogn til Korsløkke sogn.
Odense Købstad hørte geografisk til Odense Herred i Odense Amt og blev ved kommunalreformen i 1970 kernen i Odense Kommune.
Vollsmose Kirke blev indviet i 1975, og året efter blev Vollsmose Sogn udskilt fra Korsløkke Sogn.
I sognet findes følgende autoriserede stednavne:
- Ejby (bebyggelse, ejerlav)
- Killerup (bebyggelse, ejerlav)